# Бенфика (футбольный клуб, Макао)
«Бенфика» (порт. Benfica de Macau) — профессиональный футбольный клуб из Макао, выступающий в первом дивизионе чемпионата Макао по футболу.

## История
Основан 17 октября 1951 года.
В 2014, 2015, 2016, 2017 и 2018 году клуб становился чемпионом Макао.
В августе 2015 года команда дебютировала в Кубке АФК с проигрыша киргизскому клубу «Алга» (0:2).

## Достижения
- Чемпион Макао: 7

2014, 2015, 2016, 2017, 2018, 2020, 2024
- Обладатель Кубка Макао: 3

2013, 2014, 2017